# Речник словеначког књижевног језика
Речник словеначког књижевног језика (словен. Slovar slovenskega knjižnega jezika или много чешће само SSKJ) је као што каже само име речник књижевног словеначког језика. 
Речник је написан на Институту за словеначки језик Франа Рмавша. Започет је у периоду (1970-1971) а завршен 1991. Штампан је у пет томова. Касније само у једној књизи. Такође речник је доступан у ЦД формату Архивирано на веб-сајту  (17. август 2012) као и на интернету. Као и све књиге овог типа на њему је радила група аутора. Када је речник изашао убрзо после тога сматран је застарелим.
Књига из 1997. имала је 93.152 уноса и 13.88 подуноса на 1762 стране.
Први том је издат 1970. и садржавао је речи од А до Х. 
Други том издат је 1975. и садржавао је речио од И до На.
Трећи том дилази у јавност 1979. У њему су биле речи од Не до Прен.
Четври 1985. са речиома од Прео-Ш.
Коначни, пети 1991. са речима од Т до Ж као и са додатком.